# Campeonato Europeo Femenino Sub-19 de la UEFA 2025
El Campeonato Europeo Femenino Sub-19 de la UEFA 2025 (en inglés: 2025 UEFA Women's Under-19 Championship) fue la vigésimo sexta edición si contamos la era sub-18 y sub-19 que se celebró de este torneo. Polonia fue elegida como la sede del torneo después de que el anfitrión original, Bielorrusia, fuera despojado de sus derechos de sede debido a la participación del país en la invasión rusa de Ucrania.
Al igual que en las ediciones anteriores celebradas en años impares, el torneo actúa como clasificatorio de la UEFA para la Copa Mundial Femenina Sub-20 de la FIFA. Los cinco mejores equipos del torneo se clasificaron para la Copa Mundial Femenina Sub-20 de la FIFA 2026 en Polonia como representantes de la UEFA, además de Polonia, que se clasificó automáticamente como anfitriona. Si Polonia terminara entre los cinco primeros, el equipo que ocupara el sexto puesto en la fase final también se clasificaría.
Un total de ocho equipos jugaron el torneo en su fase final, las jugadoras nacidas a partir del 1 de enero de 2006 fueron elegibles para participar.
España conquistó su séptimo título (cuarto consecutivo), convirtiéndose en la selección más ganadora del torneo superando a la selección Alemana que ostenta seis títulos.

## Clasificación
El Comité Ejecutivo de la UEFA aprobó el 18 de junio de 2020 un nuevo formato de clasificación para el Campeonato Femenino Sub-17 y Sub-19 a partir de 2022. La competición de clasificación se jugará en dos rondas, con equipos divididos en dos ligas, con ascenso y descenso entre ligas después de cada ronda similar a la Liga de las Naciones de la UEFA.
Un total récord de 52 (de 55) naciones de la UEFA participaron en la competición de clasificación, además la anfitriona Polonia también compitió a pesar de ya estar clasificada automáticamente, y siete equipos se clasificaron para el torneo final al final de la ronda 2 para unirse a los anfitriones. El sorteo de la ronda 1 se llevó a cabo el 16 de junio de 2023 a las 15:00 CET (UTC+1), en la sede de la UEFA en Nyon, Suiza.

## Equipos clasificados
| Equipo       | Método de clasificación                          | Participaciones | Última aparición      | Mejor participación                          |
| ------------ | ------------------------------------------------ | --------------- | --------------------- | -------------------------------------------- |
| Polonia (A)  | Anfitrión                                        | 2               | 2007 (fase de grupos) | Fase de grupos (2007)                        |
| Países Bajos | Ganador Grupo A1                                 | 13              | 2024 (subcampeón)     | Campeón (2014)                               |
| Portugal     | Ganador Grupo A2                                 | 2               | 2012 (semifinales)    | Semifinalista (2012)                         |
| Inglaterra   | Ganador Grupo A3                                 | 17              | 2024 (semifinales)    | Campeón (2009)                               |
| Italia       | Ganador Grupo A4                                 | 11              | 2022 (fase de grupos) | Campeón (2008)                               |
| España       | Ganador Grupo A5                                 | 20              | 2024 (campeón)        | Campeón (2004, 2017, 2018, 2022, 2023, 2024) |
| Francia      | Ganador Grupo A6                                 | 21              | 2024 (semifinales)    | Campeón (2003, 2010, 2013, 2016, 2019)       |
| Suecia       | Mejor 2° equipo en la ronda 2 del clasificatorio | 14              | 2022 (semifinales)    | Campeón (1999, 2012, 2015)                   |

## Sedes
| Mielec Rzeszów Stalowa Wola Tarnobrzeg | Mielec                             | Rzeszów                       |
| Mielec Rzeszów Stalowa Wola Tarnobrzeg | Stadion Miejski im. Grzegorza Lato | Stadion Miejski "Stal"        |
| Mielec Rzeszów Stalowa Wola Tarnobrzeg | Capacidad: 7000                    | Capacidad: 15 026             |
| Mielec Rzeszów Stalowa Wola Tarnobrzeg |                                    |                               |
| Mielec Rzeszów Stalowa Wola Tarnobrzeg | Stalowa Wola                       | Tarnobrzeg                    |
| Mielec Rzeszów Stalowa Wola Tarnobrzeg | Podkarpackie Centrum Piłki Nożnej  | Stadion Miejski w Tarnobrzegu |
| Mielec Rzeszów Stalowa Wola Tarnobrzeg | Capacidad: 3764                    | Capacidad: 3770               |
| Mielec Rzeszów Stalowa Wola Tarnobrzeg |                                    |                               |

## Sorteo
El sorteo de la fase final del Campeonato de Europa Femenino Sub-19 de la UEFA 2025 se realizó en el Hotel Bristol de Rzeszów, Polonia el 15 de abril de 2025.

## Fase de grupos
Los ganadores y subcampeones de grupo avanzan a las semifinales y se clasifican automáticamente para la Copa Mundial Femenina Sub-20 de la FIFA 2026. Los terceros de ambos grupos se clasifican para el partido de desempate, y el ganador también se clasifica para la Copa Mundial Femenina Sub-20 de la FIFA 2026. En caso de que Polonia (anfitriona de la Copa Mundial Femenina Sub-20 de 2026) finalice entre los primeros tres lugares de su grupo, no se realizará el partido de desempate y los mejores tres equipos de cada grupo clasificarán a la Copa Mundial, incluyendo al equipo polaco.
     – Clasificados a Semifinales y a la Copa Mundial Femenina Sub-20 de 2026.

     – Clasificado a la Copa Mundial Femenina Sub-20 de 2026.

     – Clasificado automáticamente a la Copa Mundial Femenina Sub-20 de 2026 como anfitrión.
Todas las horas son locales CEST (UTC+2).

### Grupo A
| Equipo  | Pts | PJ | PG | PE | PP | GF | GC | Dif |
| ------- | --- | -- | -- | -- | -- | -- | -- | --- |
| Francia | 9   | 3  | 3  | 0  | 0  | 11 | 1  | +10 |
| Italia  | 4   | 3  | 1  | 1  | 1  | 3  | 3  | 0   |
| Polonia | 4   | 3  | 1  | 1  | 1  | 6  | 7  | -1  |
| Suecia  | 0   | 3  | 0  | 0  | 3  | 0  | 9  | -9  |

| 15 de junio de 2025 | Polonia           | 1:1 (0:0) | Italia                  | Podkarpackie Centrum Piłki Nożnej, Stalowa Wola, Polonia |                             |
| 18:00               | - Araśniewicz 63' | Reporte   | - 90+2' Pellegrino Cimò | Árbitra: Kristina Georgieva                              | Árbitra: Kristina Georgieva |

| 15 de junio de 2025 | Francia                                     | 3:0 (1:0) | Suecia | Stal Rzeszów Municipal Stadium, Rzeszów, Polonia |                       |
| 19:00               | - Joseph 26' - Effa Effa 63' - Graziani 70' | Reporte   |        | Árbitra: Rasa Grigonė                            | Árbitra: Rasa Grigonė |

| 18 de junio de 2025 | Polonia | 0:6 (0:3) | Francia                                                              | Estadio MOSiR de Mielec, Mielec, Polonia |                       |
| 18:00               |         | Reporte   | - 8', 34', 54' Joseph - 40' Swierot - 74' Graziani - 90+2' Ma. Mendy | Árbitra: Merima Čelik                    | Árbitra: Merima Čelik |

| 18 de junio de 2025 | Suecia | 0:1 (0:1) | Italia                | Podkarpackie Centrum Piłki Nożnej, Stalowa Wola, Polonia |                          |
| 19:00               |        | Reporte   | - 37' Pellegrino Cimò | Árbitra: Fabienne Michel                                 | Árbitra: Fabienne Michel |

| 21 de junio de 2025 | Suecia | 0:5 (0:1) | Polonia                                                    | Stadion Miejski w Tarnobrzegu, Tarnobrzeg, Polonia |                       |
| 16:00               |        | Reporte   | - 6', 47' Araśniewicz - 85' Wyrwas - 90+3', 90+5' Gutowska | Árbitra: Lotta Vuorio                              | Árbitra: Lotta Vuorio |

| 21 de junio de 2025 | Italia         | 1:2 (0:1) | Francia                             | Stal Rzeszów Municipal Stadium, Rzeszów, Polonia |                           |
| 16:00               | - Sciabica 60' | Reporte   | - 33' Lushimba Bilombi - 74' Dufour | Árbitra: Emilie Torkelsen                        | Árbitra: Emilie Torkelsen |

### Grupo B
| Equipo       | Pts | PJ | PG | PE | PP | GF | GC | Dif |
| ------------ | --- | -- | -- | -- | -- | -- | -- | --- |
| España       | 6   | 3  | 2  | 0  | 1  | 3  | 1  | +2  |
| Portugal     | 6   | 3  | 2  | 0  | 1  | 6  | 3  | +3  |
| Inglaterra   | 3   | 3  | 1  | 0  | 2  | 3  | 6  | -3  |
| Países Bajos | 3   | 3  | 1  | 0  | 2  | 2  | 4  | -2  |

| 15 de junio de 2025 | Portugal | 0:2 (0:1) | España                                 | Estadio MOSiR de Mielec, Mielec, Polonia |                       |
| 17:00               |          | Reporte   | - 45' (pen.) Agote - 57' Aguirrezabala | Árbitra: Lotta Vuorio                    | Árbitra: Lotta Vuorio |

| 15 de junio de 2025 | Inglaterra                             | 2:1 (0:1) | Países Bajos   | Stadion Miejski w Tarnobrzegu, Tarnobrzeg, Polonia |                          |
| 17:00               | - Ademiluyi 49' - Rademaker 54' (a.g.) | Reporte   | - 44' Zuidberg | Árbitra: Fabienne Michel                           | Árbitra: Fabienne Michel |

| 18 de junio de 2025 | Portugal                                                                | 4:1 (0:1) | Inglaterra               | Stadion Miejski w Tarnobrzegu, Tarnobrzeg, Polonia |                             |
| 167:00              | - Carolina Santiago 76', 89' - Anna Marques 78' - Marta Gago 82' (pen.) | Reporte   | - 45+2' (a.g.) Iara Lobo | Árbitra: Kristina Georgieva                        | Árbitra: Kristina Georgieva |

| 18 de junio de 2025 | Países Bajos   | 1:0 (1:0) | España | Stal Rzeszów Municipal Stadium, Rzeszów, Polonia |                           |
| 17:00               | - Zuidberg 12' | Reporte   |        | Árbitra: Emilie Torkelsen                        | Árbitra: Emilie Torkelsen |

| 21 de junio de 2025 | Países Bajos | 0:2 (0:0) | Portugal                                     | Estadio MOSiR de Mielec, Mielec, Polonia |                       |
| 19:00               |              | Reporte   | - 59' (pen.) Marta Gago - 71' Dária Kaminska | Árbitra: Merima Čelik                    | Árbitra: Merima Čelik |

| 21 de junio de 2025 | España         | 1:0 (0:0) | Inglaterra | Podkarpackie Centrum Piłki Nożnej, Stalowa Wola, Polonia |                       |
| 19:00               | - Librán 90+6' | Reporte   |            | Árbitra: Rasa Grigonė                                    | Árbitra: Rasa Grigonė |

## Fase final

### Cuadro de desarrollo
|  | Semifinales     | Semifinales     | Semifinales |        |         | Final       | Final       | Final       |  |
|  | 24 de junio     | 24 de junio     | 24 de junio |        |         | 27 de junio | 27 de junio | 27 de junio |  |
|  |                 |                 |             |        |         |             |             |             |  |
|  |                 |                 |             |        |         |             |             |             |  |
|  | Francia (t. s.) | Francia (t. s.) | 4           |        |         |             |             |             |  |
|  | Francia (t. s.) | Francia (t. s.) | 4           |        |         |             |             |             |  |
|  | Portugal        | Portugal        | 3           |        |         |             |             |             |  |
|  | Portugal        | Portugal        | 3           |        | Francia | Francia     | 0           |             |  |
|  |                 |                 |             |        | Francia | Francia     | 0           |             |  |
|  |                 |                 | España      | España | 4       |             |             |             |  |
|  | España (t. s.)  | España (t. s.)  | España      | España | 4       | 2           |             |             |  |
|  | España (t. s.)  | España (t. s.)  |             |        |         | 2           |             |             |  |
|  | Italia          | Italia          | 0           |        |         |             |             |             |  |
|  | Italia          | Italia          | 0           |        |         |             |             |             |  |
|  |                 |                 |             |        |         |             |             |             |  |

### Semifinales
| 24 de junio de 2025 | España                    | 2:0 (0:0, 0:0) (t. s.) | Italia | Estadio MOSiR de Mielec, Mielec, Polonia |                       |
| 17:00               | - Dorado 92' - Agote 119' | Reporte                |        | Árbitra: Lotta Vuorio                    | Árbitra: Lotta Vuorio |

| 24 de junio de 2025 | Francia                                                    | 4:3 (2:2, 2:1) (t. s.) | Portugal                                                        | Podkarpackie Centrum Piłki Nożnej, Stalowa Wola, Polonia |                       |
| 20:00               | - Graziani 7' - Ma. Mendy 13', 92' - Mé. Mendy 113' (pen.) | Reporte                | - 30' (pen.) Marta Gago - 74' Lara Martins - 105+2' Diana Costa | Árbitra: Rasa Grigonė                                    | Árbitra: Rasa Grigonė |

### Final
| 27 de junio de 2025 | Francia | 0:4 (0:2) | España                                                | Stal Rzeszów Municipal Stadium, Rzeszów, Polonia |                          |
| 20:00               |         | Reporte   | - 23' Librán - 35' Agote - 69' Serrajordi - 87' Noemí | Árbitra: Fabienne Michel                         | Árbitra: Fabienne Michel |

|                           |
| Bandera de España         |
| Campeón España 7.º título |

## Clasificados aPolonia 2026
Los siguientes equipos de la UEFA se clasificaron para la Copa Mundial Femenina de Fútbol Sub-20 de 2026, incluida Polonia, que se clasificó como anfitriona.
| Equipo     | Fecha de clasificación  | Apariciones previas en la Copa Mundial Femenina de Fútbol Sub-201 |
| ---------- | ----------------------- | ----------------------------------------------------------------- |
| Polonia    | 17 de diciembre de 2023 | Debut                                                             |
| Francia    | 18 de junio de 2025     | 9 (2002, 2006, 2008, 2010, 2014, 2016, 2018, 2022, 2024)          |
| Italia     | 18 de junio de 2025     | 2 (2004, 2012)                                                    |
| España     | 21 de junio de 2025     | 5 (2004, 2016, 2018, 2022, 2024)                                  |
| Inglaterra | 21 de junio de 2025     | 5 (2002, 2008, 2010, 2014, 2018)                                  |
| Portugal   | 21 de junio de 2025     | Debut                                                             |

1 Negrita indica campeones de ese año. Cursiva indica sede para ese año.

## Estadísticas

### Goleadoras
| Liana Joseph                               | Francia      | 4 | 4 | 1    |
| Weronika Araśniewicz                       | Polonia      | 3 | 3 | 1    |
| Marta Gago                                 | Portugal     | 3 | 4 | 0.75 |
| Daniela Agote                              | España       | 3 | 5 | 0.6  |
| Maeline Mendy                              | Francia      | 3 | 5 | 0.6  |
| Ornella Graziani                           | Francia      | 3 | 5 | 0.6  |
| Julia Gutowska                             | Polonia      | 2 | 2 | 1    |
| Zoë Zuidberg                               | Países Bajos | 2 | 3 | 0.67 |
| Carolina Santiago                          | Portugal     | 2 | 4 | 0.5  |
| Cris Librán                                | España       | 2 | 5 | 0.4  |
| Última actualización: 27 de junio de 2025. |              |   |   |      |

Fuente: UEFA

### Asistentes
| Clara Serrajordi                           | España   | 3 | 5 | 0.6  |
| Maeline Mendy                              | Francia  | 3 | 5 | 0.6  |
| Eleonora Ferraresi                         | Italia   | 2 | 3 | 0.67 |
| Maja Zielińska                             | Polonia  | 2 | 3 | 0.67 |
| Diana Costa                                | Portugal | 2 | 4 | 0.5  |
| Ornella Graziani                           | Francia  | 2 | 5 | 0.4  |
| Última actualización: 27 de junio de 2025. |          |   |   |      |

Fuente: UEFA